# Iglesia de la Resurrección (Chernígov)
La iglesia de la Resurrección (en ucraniano: Воскресенская церковь) es una iglesia ortodoxa ucraniana que se sitúa en Chernígov, en el óblast homónimo de Ucrania. El templo forma parte de la eparquía de Chernígiv.

## Historia
La iglesia fue construida en 1772-1775 en el cementerio de la ciudad por iniciativa y a expensas de la terrateniente Yekaterina Borkovskaya con un campanario separado, en cuyo nivel inferior se encontraba la iglesia de San Gregorio. El campanario de la iglesia de la Resurrección fue construido en el período de 1772-1779.
Después de la Revolución de Octubre, la iglesia fue cerrada y se construyó una carretera a través del terreno de la iglesia dividiendo la iglesia del campanario. 
Durante la Segunda Guerra Mundial y después, la iglesia fue reabierta y funcionó hasta la década de 1970, siendo al mismo tiempo la catedral de la ciudad. Sin embargo, el interior original no sobrevivió el periodo soviético. 
En 2020, se eliminó la calle que atravesaba el templo. 

## Arquitectura
La iglesia fue construida en estilo barroco tardío con una notable influencia del clasicismo. La iglesia es de piedra, con una sola cúpula, de planta cuadrada. Los pórticos rectangulares se unen al volumen central en los cuatro lados, y un ábside de madera en el lado este. Las fachadas de cuatro lados se completan con frontones triangulares.      
El campanario fue construido también en estilo barroco tardío con influencia del clasicismo y, al mismo tiempo, fue construido según las tradiciones de la arquitectura de madera de Ucrania. El campanario es de piedra, enlucido, tridilar, de varios niveles y facetado. Hay aberturas de ventanas en el octógono superior. En forma y decoración, se asemeja a los edificios del arquitecto Iván Grigoróvich-Barski.

## Galería

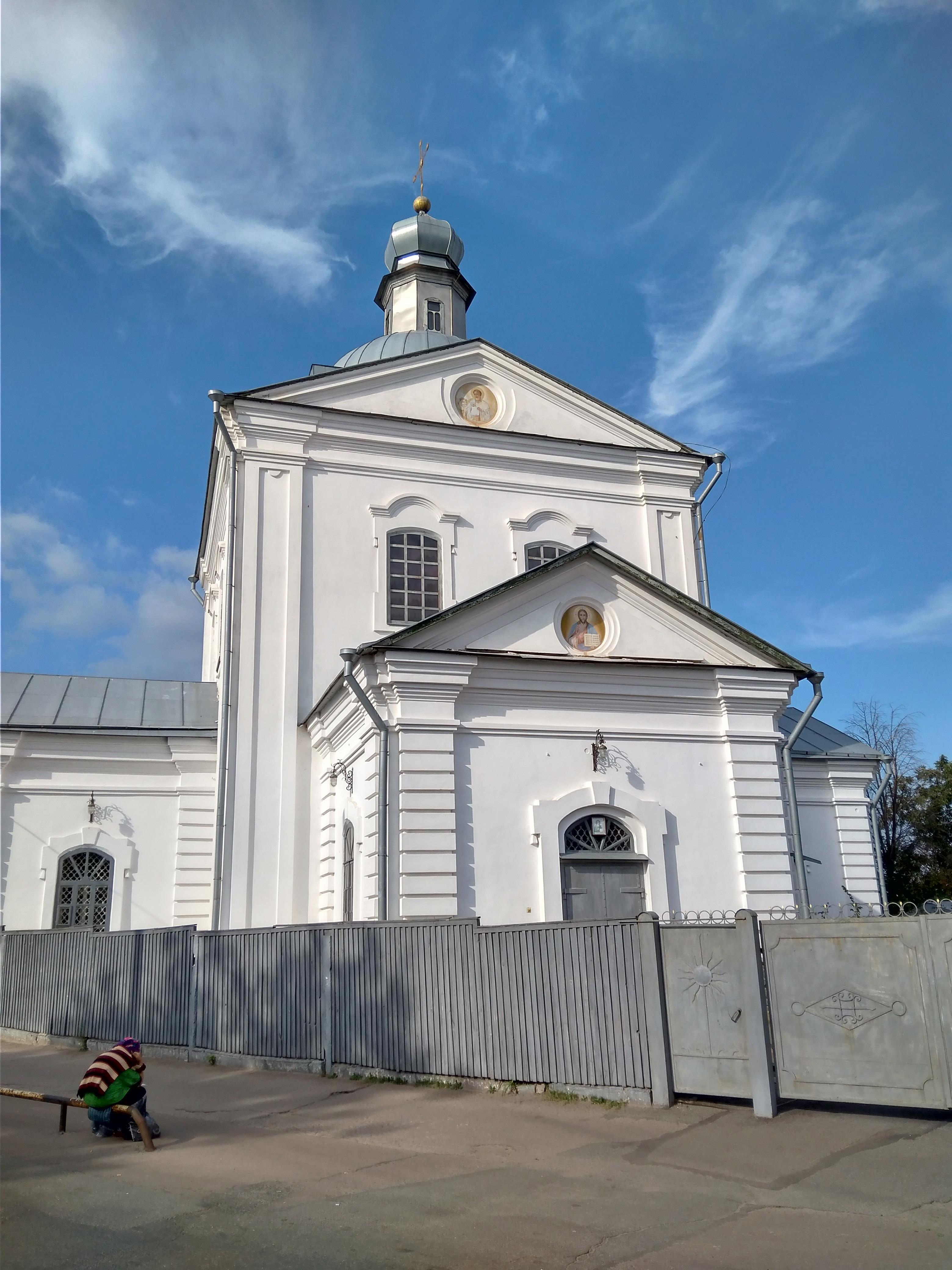
Fachada principal
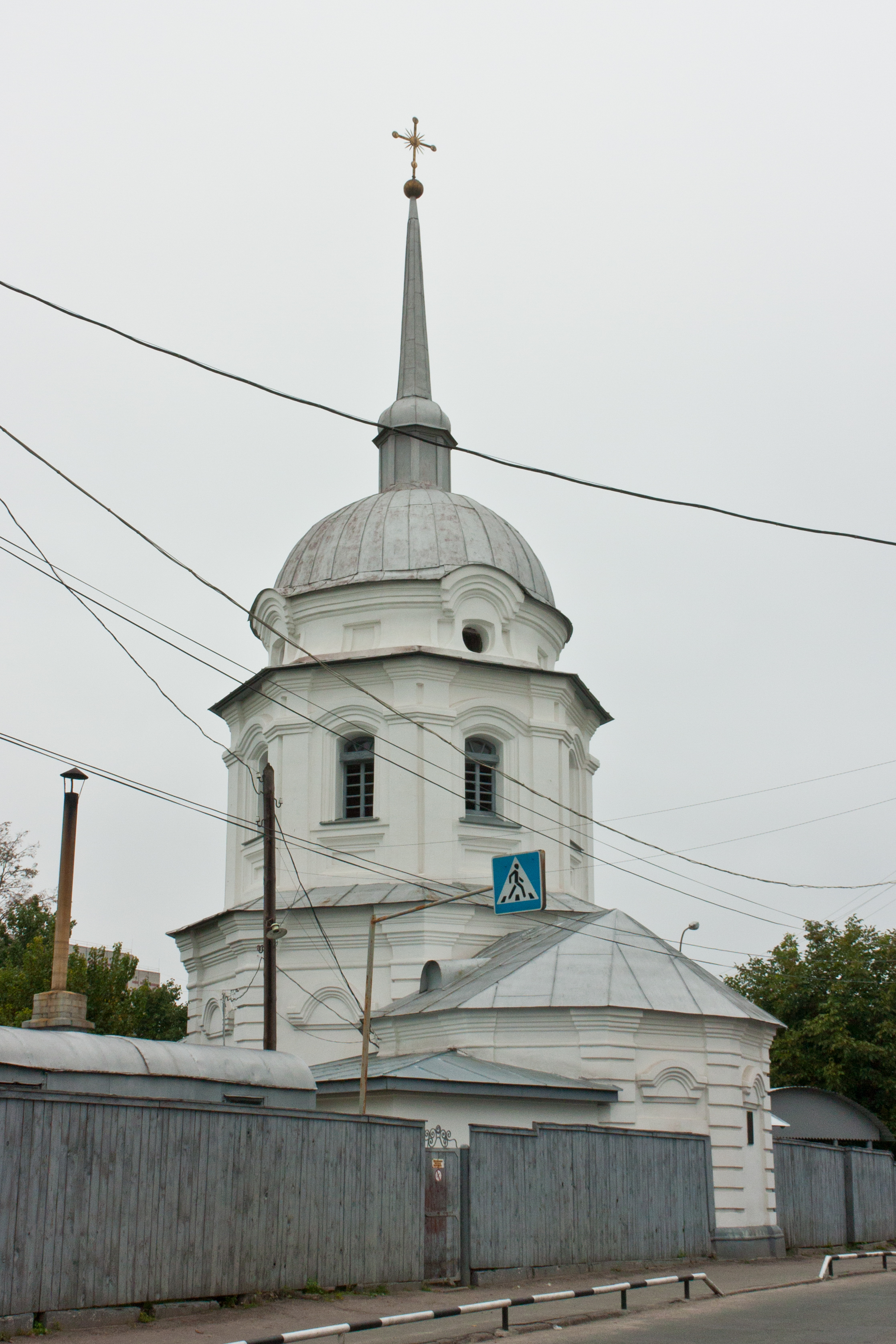
Cúpula de la iglesia
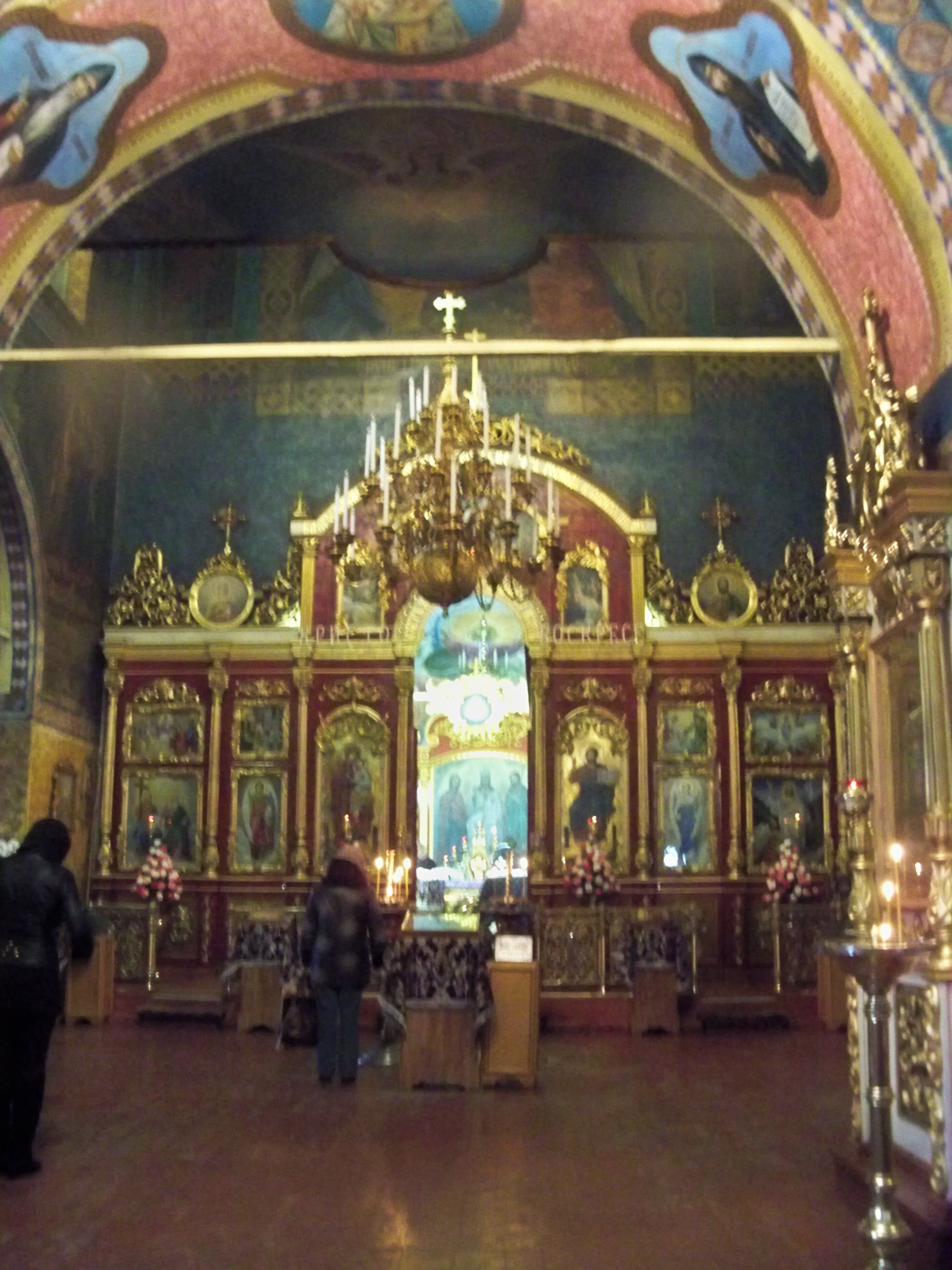
Interior del templo